# Josef Karel z Ditrichštejna
Josef Karel Maria Ferdinand hrabě z Ditrichštejna (německy Joseph Carl Maria Ferdinand Graf von Dietrichstein, Freiherr zu Hollenburg) (19. října 1763 Vídeň – 17. září 1825 Vídeň) byl rakouský úředník, první guvernér Rakouské národní banky.

## Život
Pocházel ze starého šlechtického rodu Ditrichštejnů, patřil k hollenburské linii. Byl jediným synem hraběte Karla Gundakara z Ditrichštejna (1729–1764), vládního rady u Moravskoslezského gubernia v Brně, a jeho manželky Marie Anny, rozené hraběnky von Salburg (1734–1793).
Studoval na Tereziánské akademii ve Vídni a poté vstoupil do státních služeb. Po otcově vzoru začínal u Moravskoslezského gubernia, kde byl od roku 1786 guberniálním radou a později krajským komisařem v Přerově. Během svého působení v Brně získal značnou popularitu, proslul svými liberálními politickými názory a na zděděných statcích v Rakousku prosazoval moderní metody hospodaření. Pohyboval se ve společnosti osvícenců, navštěvoval své přátele na moravských zámcích, mimo jiné pobýval také u svého vzdáleného bratrance knížete Karla z Ditrichštejna na zámku Mikulov. V roce 1796 byl přeložen do Vídně jako guberniální rada dolnorakouské zemské vlády, odkud během válek s republikánskou Francií v roce 1797 vypravil kontingent dobrovolníků do Německa. V roce 1802 se vrátil na Moravu, kde byl 31. srpna jmenován moravsko-slezským guvernérem. V této funkci setrval do roku 1804 a jeho odchod z Brna provázely honosné slavnosti znovu potvrzující jeho popularitu na Moravě. V září 1804 přešel na místo dolnorakouského zemského prezidenta, kterým zůstal jen do následujícího roku a po prohrané válce třetí koalice s francouzským císařem Napoleonem byl odvolán. Poté žil v soukromí a věnoval se správě majetku, mimo jiné ale publikoval články z oboru národohospodářství. Do veřejného života se vrátil v roce 1811 ve funkci zemského maršálka v Dolním Rakousku a tuto funkci zastával do smrti. Vzhledem ke své pověsti odborníka na ekonomiku působil od podzimu 1816 v provizorním předsednictvu Rakouské národní banky, v roce 1817 se stal jejím prvním guvernérem a také v tomto úřadu setrval do svého úmrtí. 
Byl majitelem několika panství v rakouských zemích (Sonnberg, Sitzendorf, Groß, Spitz, Schwallenbach, Zeising, Arbesbach, Merkenstein a Großau). Ve Vídni byl jeho sídlem Ditrichštejnský palác v ulici Herrengasse 10, který nechal po roce 1815 přestavět. 

## Tituly a ocenění
V roce 1792 byl jmenován c. k. komořím a ve funkci moravskoslezského gubernátora obdržel v roce 1802 titul c. k. tajného rady s nárokem na oslovení Excelence. Byl nositelem čestných hodností dědičného nejvyššího lovčího ve Štýrsku a dědičného nejvyššího číšníka v Korutanech. Byl předsedou Zemědělské společnosti ve Vídni, členem Moravskoslezské společnosti pro povznesení zemědělství, přírodovědy a vlastivědy, vlastenecko-hospodářské společnosti v Čechách, Zemědělského spolku v Bavorsku a čestným členem Saské hospodářské společnosti. Za zásluhy ve státních službách získal několik vysokých vyznamenání, byl nositelem velkokříže Leopoldova řádu. Nejvyššího ocenění dosáhl v roce 1817 jako rytíř Řádu zlatého rouna.

## Rodina
Josef Karel z Ditrichštejna byl dvakrát ženatý. Jeho první manželkou se v roce 1783 stala hraběnka Marie Terezie ze Zinzendorfu (1765–1785), jediná dcera státního ministra Ludvíka ze Zinzendorfu (1721–1780), která zemřela dva roky po svatbě při porodu. Podruhé se oženil v roce 1787 s hraběnkou Marií Alžbětou hraběnkou z Valdštejna (1764–1826), dcerou Emanuela z Valdštejna (1731–1775), majitele rozsáhlých panství v Čechách. Marie Alžběta byla později c. k. palácovou dámou a dámou Řádu hvězdového kříže.
Z obou manželství pocházely čtyři děti, synové Karel (*/†1785) a Karel (*/†1790) zemřeli krátce po narození. Dospělého věku se dožila dcera Marie Anna (1788–1835), provdaná za hraběte Karel Františka Clary-Aldringena (1774–1840), nejvyššího komorníka nad stříbry. 
Prostřednictvím obou manželství získal příbuzenské vazby na rodiny Schwarzenbergů a Lichtenštejnů, díky druhé manželce byl také švagrem několika vlivných osobností z období napoleonských válek. Jeho švagry byli rakouští generálové František Adam z Valdštejna (1759–1823), Ferdinand Arnošt z Valdštejna (1762–1823), sekovský biskup Jan Bedřich z Valdštejna (1756–1812) nebo markýz José Joaquín de Silva-Bazán (1734–1802), nejvyšší štolba a nejvyšší komoří Španělského království. Dalším švagrem byl hrabě Josef František z Wallisu (1767–1818), který Ditrichštejna následoval ve funkci moravskoslezského gubernátora (1805), později byl nejvyšším purkrabím Českého království a prezidentem dvorské komory.

#### Portréty
- Portrét v rakouském obrazovém archivu (I)
- Portrét v rakouském obrazovém archivu (II)
- Portrét v rakouském obrazovém archivu (III)
- Portrét v rakouském obrazovém archivu (IV)
- Portrét v rakouském obrazovém archivu (V)
- Portrét v rakouském obrazovém archivu (VI)

| Předchůdce: Alois Ugarte | Znak z doby nástupu | Moravský zemský hejtman 1802–1804 | Znak z doby konce vlády | Nástupce: Josef Wallis |